# Sông Ngự Hà

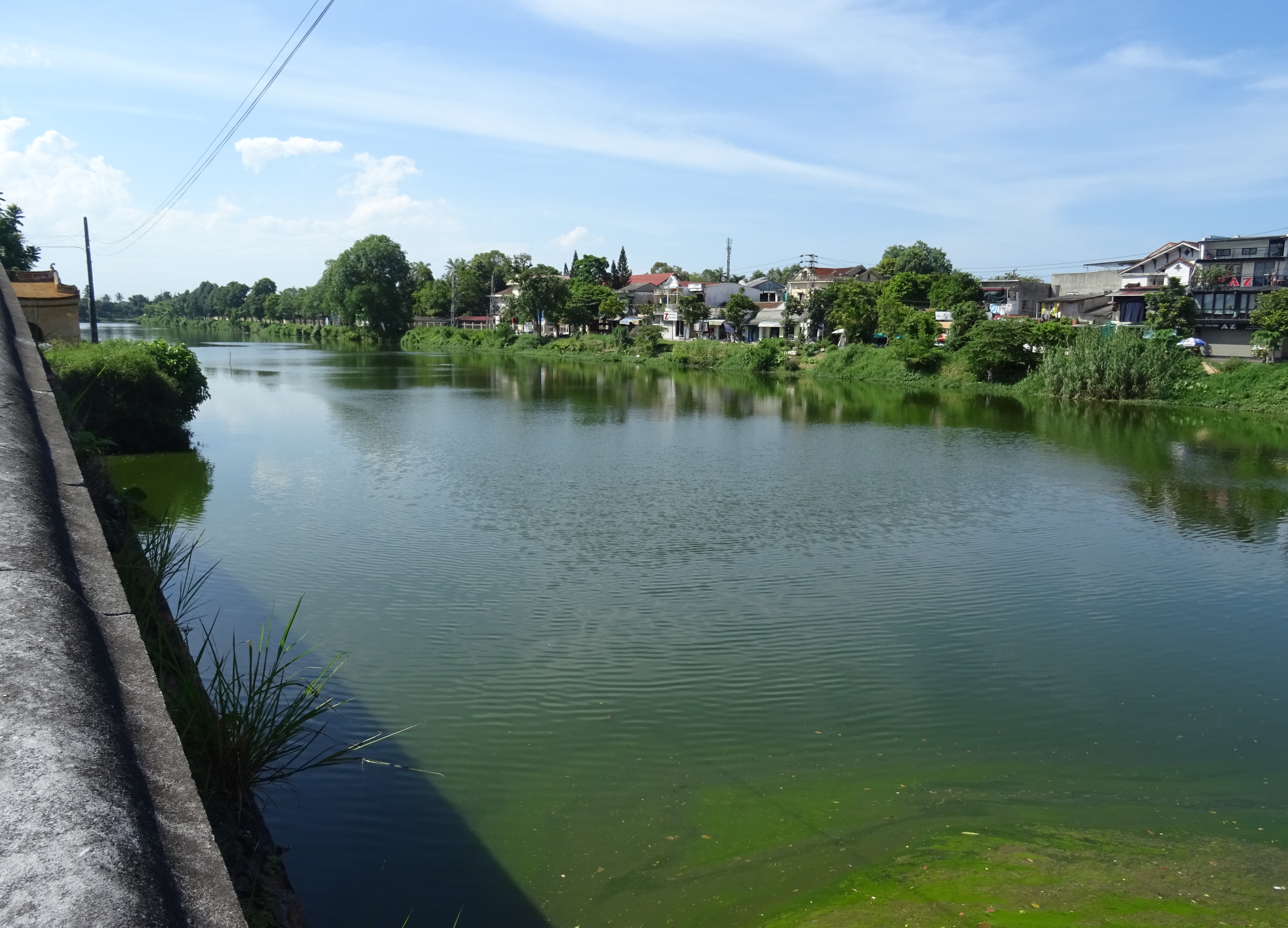
Sông Ngự Hà đoạn gấp khúc tại cầu Khánh Ninh

Ngự Hà là dòng sông bán nhân tạo có hình chữ L, một phần được đào mới, một phần được uốn nắn từ con sông cũ, chảy từ mặt tây sang mặt đông trong Kinh thành Huế (nay thuộc thành phố Huế, Việt Nam) . Vào những năm 2000, con sông này đã được đưa vào khu vực I - khoanh vùng bảo vệ di tích - di sản văn hóa Huế .

## Giới thiệu sơ lược
Sông này đào theo một nhánh cũ của sông Hương chảy từ chợ Kim Long đến Bao Vinh, để phục vụ cho việc vận chuyển vật dụng, hàng hoá...ra vào Kinh thành Huế, và được thực hiện làm hai lần: 
- Lần đầu dưới triều Gia Long vào khoảng năm Ất Sửu (1805), khơi đào từ sông Đông Ba đến Võ khố, đi ngang qua các Kinh Thương (kho lúa), và đặt tên là Thanh Câu.
- Lần sau dưới triều Minh Mạng vào năm Ất Dậu (1825), lại khơi đào tiếp đến sông Kẻ Vạn, và đổi tên là Ngự Hà, tục quen gọi là "sông Vua".

Sau khi hoàn tất, sông Ngự Hà có chiều dài là 3.700 m, rộng 44-85 m, nối liền sông Kẻ Vạn với sông Đông Ba. Nghĩa là dòng Ngự Hà bắt đầu chảy vào Kinh thành Huế từ sông Kẻ Vạn băng qua Tây Thành Thủy Quan, chảy ra Đông Thành Thủy Quan và hòa mình vào sông Đông Ba đoạn cầu Thanh Long, chia Kinh thành ra hai phần Nam và Bắc. Bờ Bắc sông là phường Tây Lộc và một phần phường Thuận Lộc. Bờ Nam sông là các phường Thuận Hòa, Đông Ba và một phần phường Thuận Lộc .
Trên sông Ngự Hà, từ tây sang đông có các cầu cống như: cống Thủy Quan, cống Tây Thành Thủy Quan, cầu Vĩnh Lợi, cầu Bình, cầu Khánh Ninh, cầu Son, cầu Ngự Hà, cống Đông Thành Thủy Quan, cầu Hàm Tế.
Sông Ngự Hà ngày xưa có một vị trí đặc biệt trong việc tạo sự thông thủy giữa Ngự Hà với sông Hương để điều tiết nước, giảm nạn úng ngập cho nội thành Huế. Quan trọng là thế, nhưng hiện tại Ngự Hà đang đứng trước nguy cơ bị bồi lấp, bị xâm phạm...có thể mất sông. Từ năm 2000, Chính quyền thành phố Huế đã tiến hành giải tỏa các hộ dân sống dọc hai bên sông, và gần đây, cũng đã cho khởi công nạo vét sông Ngự Hà. Dự ước từ sông Kẻ Vạn đến sông Đông Ba sẽ được khơi thông với lượng đất đá khoảng 200.000 mét khối, tổng mức đầu tư gần 26,3 tỷ đồng, dự kiến hoàn thành trong tháng 3 năm 2012...Đây là lần thứ ba kể từ năm 1975, sông Ngự Hà được nạo vét. Hai lần trước thực hiện vào các giai đoạn 1992-1996, và 2002-2004, song do kinh phí hạn hẹp, việc nạo vét chưa triệt để và dòng sông tiếp tục bị bồi lắng một vài năm sau đó.

## Sách tham khảo chính
- Quách Tấn, Bước lãng du, Nhà xuất bản Trẻ, 1996, tr. 50-51.